# Память Свободы
Па́мять Свобо́ды — деревня в Исилькульском районе Омской области. Входит в состав Солнцевского сельского поселения.

## История
Основана в 1907 году. В 1928 году деревня состояла из 157 хозяйств, основное население — украинцы. В административном отношении являлась центром Память-Свободского сельсовета Исилькульского района Омского округа Сибирского края.

## Население
| 1926 | 2002 | 2010 |
| ---- | ---- | ---- |
| 744  | ↘119 | ↘82  |

## Улицы
| - ул. Вороньевская, - туп. Вороньевский, - ул. Главная, | - туп. Главный, - ул. Киевская, - туп. Киевский. |